# Masdevallia belua
Masdevallia belua är en orkidéart som beskrevs av Willibald Königer och D'aless. Masdevallia belua ingår i släktet Masdevallia och familjen orkidéer. Inga underarter finns listade i Catalogue of Life.